# میمنسینگ صدر
میمنسینگ صدر (به لاتین: Mymensingh Sadar) یک منطقهٔ مسکونی در بنگلادش است که در ناحیه میمن‌سینگ واقع شده‌است. میمنسینگ صدر ۳۸۸٫۴۵ کیلومتر مربع مساحت و ۷۷۵٬۷۳۳ نفر جمعیت دارد.